# Julius Meier
Julius L. Meier (31 de dezembro de 1874 – 14 de julho de 1937) foi um empresário e político dos Estados Unidos, o 20º governador do Estado de Oregon com mandato de 1931 até 1935. Filho do fundador da rede de lojas Meier & Frank, formado em direito, exerceu a advocacia por quatro anos, quando optou por ingressar na empresa da família em Portland.
Politicamente independente (Político sem partido), Meier foi o único governador do Oregon e um dos oito governadores americanos eleitos sem qualquer vinculação partidária.

## Início de vida
Meier nasceu em Portland descendente de imigrantes alemães de ascendência judaica. Seu pai foi Aaron, um comerciante e fundador da maior loja de departamento do Oregon, Meier & Frank e Jeannette (Hirsch) Meier. Ele teve três irmãos e foi o pai de Jean Ellen Meier Ehrman Reichert, Elsa Frances Meier Ganz, e Julius L. (Jack) Meier, Jr. Ele casou com Grace Mayer no dia de Natal, em 1901, dizendo mais tarde que era o único dia que ele pode afastar-se da loja.
Meier formou-se pela University of Oregon School of Law em 1895 e exerceu a advocacia com o sócio George W. Joseph durante quatro anos, até decidir entrar no negócio da família. De acordo com o folclore de contos da família, foi nessa época que ele adicionou o "L" em seu nome, uma vez que o pintor, que foi colocar o seu nome na porta, insistiu que todos os advogados de renome possuíam uma letra seguida de um ponto, então Meier sugeriu um "L".

## Carreira política
Meier dedicou 30 anos de envolvimento cívico, antes de entrar para a política eletiva. Um notável filantropo, ele também manteve um perfil elevado levando muitas boas causas. Durante a 1ª Guerra Mundial, chefiou as unidades da Liberty Loan, atuou como diretor regional do Conselho de defesa nacional e após a guerra ajudou na reabilitação da França. Também chefiou a Comissão de Oregon para a Panama–Pacific International Exposition de 1915 em San Francisco e em 1922 tentou trazer uma feira mundial para Portland, em 1925.
Outra importante realização foi sua liderança na Columbia River Highway Association, um comitê de cidadãos criado para o apoio político da construção da Columbia River Highway (rodovia Rio Colúmbia), a primeira de Portland para Astoria (1912–1915) e mais tarde no oeste a Portland at The Dalles (1913–1922). Sua filha, Jean, recordaria mais tarde que ele fiscalizou zelosamente os projetos e as construções das estradas.
Na eleição para governador de 1930, George W. Joseph, que havia sido expulso durante uma extensa disputa com a Corte Suprema de Oregon sobre a intenção de sucessão de Henry E. Wemme, venceu a nomeação republicana para governador do Oregon, mas morreu pouco depois. O partido republicano selecionou Phil Metschan, Jr., filho de um antigo tesoureiro de estado de Oregon, como um candidato de substituição. Em contraste com um elemento central da plataforma de Joseph, Metschan opôs-se publicamente contra o desenvolvimento de hidrelétricas ao longo do Rio Columbia.
Inicialmente reticente, devido à sua riqueza e religião, Meier concordou em entrar na disputa como um candidato independente (Político sem partido), adotando a plataforma de Joseph. Apesar da oposição a sua candidatura pelo The Oregonian (maior jornal do estado), ele ganhou com 54,5% dos votos totais, bem distante do seu concorrente mais próximo, o candidato democrata Edward F. Bailey, com resultado final de 135.608 votos a 62.434. A vitória esmagadora de Meier foi vista como um reflexo do forte apoio público para o desenvolvimento hidrelétrico público.
Meier exerceu seu mandato de 1931 a 1935, recusando-se a disputar um segundo mandato por motivos de saúde. Entre suas realizações constam a criação da Comissão de controle do licor no Oregon (após o fim da lei-seca para bebida alcoólicas); a fundação da polícia do estado de Oregon; a ajuda para criar um Conselho de estado de agricultura e a Comissão de desemprego do Estado; pressionar para a adopção de um sistema judicial não-partidário e usou sua perspicácia empresarial para ajudar a travessia das crises financeiras da Grande Depressão. Esforços para estabelecer um imposto sobre vendas e poder público não foram imediatamente bem sucedidos, de outra feita legislação federal foi aprovada em 1933, autorizando o desenvolvimento público das barragens de Bonneville e Grand Coulee.

## Últimos anos e morte
A revista Time relatou em 1937 que Meier tinha afundado a maior parte de sua fortuna para o que ela chamou de seu "animal de estimação e hobby financeiro": o American National Bank de Portland, que foi fechado em junho de 1933 e seus ativos e passivos adquiridos pelo First National Bank. Depois de servir como governador, ele se retirou para "Menucha", sua propriedade acima do rio Colúmbia em Corbett, Oregon, projetada pelo arquiteto Herman Brookman, onde morreu em 1937. Ele está enterrado no cemitério Beth Israel, em Portland.
O retrato oficial de Julius Meier escapou do incêndio que danificou o Capitólio do estado em 1935, como seu sucessor Charles H. Martin não permitiu que fosse exibido e transferiu-o para Meier & Frank, de cujas abóbadas foi recuperado 50 anos mais tarde pela Secretaria de estado de Oregon. Outra versão da história é que o arquiteto do Capitólio em 1938 não quis retratos pendurados nas paredes de mármore e baniu o retrato de Meier para a "loja".
Sua família vendeu Menucha em 1950 para a primeira igreja presbiteriana de Portland, que passou a funcionar como um centro de conferência e retiro. As famílias Meier e Frank venderam a loja de departamentos da empresa em 1966 para a May Company. Com a venda da May's para Federated em 2005, a loja foi renomeada "Macy's" em setembro de 2006.

## Fonte da tradução
- Este artigo foi inicialmente traduzido, total ou parcialmente, do artigo da Wikipédia em inglês cujo título é «Julius Meier».